# Aeroportul Internațional Ilopango
Aeroportul Internațional Ilopango (IATA: ILS, ICAO: MSSS) este un aeroport din Ilopango⁠(d), Departamentul San Salvador, El Salvador ce deservește zona San Salvador. Aeroportul a fost tranzitat în 2022 de 8.034 de pasageri. A fost deschis în 1923.
Situat la o altitudine de 615 m, aeroportul dispune de 1 pistă.

## Infrastructură

### Piste
Aeroportul dispune de o singură pistă. Pista 15/33 are suprafața de asfalt și dimensiunile 2.239 m × 40 m. 